# Kabłukowo (rejon kaliniński)
Kabłukowo (ros. Каблуково) – wieś (sieło) w Rosji, w obwodzie twerskim, w rejonie kalinińskim. W 2021 liczyła 206 mieszkańców.